# Claudio Monteverdi
Claudio Monteverdi (Cremona, 1567. május 15. – Velence, 1643. november 29.) olasz barokk zeneszerző, pedagógus és karnagy. Az opera első nagy mestere volt, Cremonában született Baldassare Monteverdi orvos fiaként. Apja hamar felismerte fia tehetségét és támogatta annak tanulmányait, így a fiatal Claudio Marc-Antonio Ingegneri (1545–1592), a cremonai székesegyház karnagyának felügyelete alatt végezte zenei tanulmányait. Első művét tizenöt évesen vetette papírra. 1590-ben a mantovai hercegi udvar szolgálatába lépett, ahová Vincenzo Gonzaga hívta meg. 1599-ben feleségül vette Claudia Cattaneót. A herceg sokat utazott, és utazásaira magával vitte Monteverdit is, aki hamar a hercegi udvar zenei életének tényleges irányítójává vált, annak ellenére, hogy hivatalosan csak egyszerű violajátékosként állt a Gonzagák szolgálatában. Járandósága igen alacsony volt és azt is rendszertelenül folyósították. 1607-ben az Accademia degl’Invaghiti megbízásából komponálta első operáját Orfeo címen. A darabot egy zártkörű előadás keretében mutatták be, és olyan sikert aratott, hogy a herceg a következő évben fia esküvőjére újabb operát rendelt Monteverditől. Az Arianna bemutatója is nagy sikert aratott. Monteverdit közben súlyos csapás érte: Claudia meghalt, így özvegyember lett. Többé nem nősült meg, két gyermekét egyedül nevelte. Az 1608-as ünnepségek kimerítették, kérte elbocsáttatását az udvartól, de a herceg nem akarta elengedni. Végül 1612-ben, Vincenzo Gonzaga halála után, Francesco Gonzaga minden előzetes indoklás nélkül elbocsátotta.
Monteverdi visszautazott Cremonába, de nem sokáig maradt állás nélkül: a következő évben felajánlották neki a velencei Szent Márk-székesegyház karnagyi posztját. A zeneszerző elfogadta a felkérést. Hamar megszerette a dinamikusan fejlődő várost, ahol jobban megbecsülték, mint Mantovában. A székesegyház karnagyaként több feladatott kellett ellátnia, de jóval több fizetést is kapott, és a maga ura lehetett. A Gonzaga-házzal azonban nem szakította meg a kapcsolatait. A hercegi udvar többször is megpróbálta visszahívni Mantovába, de a zeneszerzőnek esze ágában sem volt visszamenni a városba. Viszont a hercegi udvar felkérésére továbbra is több zeneművet komponált. Az 1620-as évek végén Massimiliano nevű fiát perbe fogta az inkvizíció, végül azonban apja közbenjárására elengedték. Az 1630-as évek végén megnyíltak az első nyilvános operaházak Velencében, Monteverdi pedig az egyik legkeresettebb színházi ember lett, aki ekkoriban több operát is komponált, amelyek közül csak kettő maradt fenn: az Odüsszeusz hazatérése és a Poppea megkoronázása. Az idős mester 1643-ban már nem tudta ellátni feladatait, végül ez év november 29-én Velencében érte utol a halál.

## Élete

### Gyermekkor és tanulmányi évek
1567. május 15-én Cremonában született. A Monte Verde vagy Monteverdi név nem volt ritka a cremonai családok között. Apja, Baldassare Monteverdi, orvosként működött a városban. Baldassare származása nem ismert, korábbi életéről sem tudnak semmit a kutatók. A zeneszerző anyjáról is mindössze annyi ismert, hogy a keresztneve Maddalena volt. Különböző források alapján arra következtetnek, hogy Claudio születésekor apja családja mintegy száz éve lehetett már ismert Cremonában.
Baldassare Monteverdi köztiszteletben álló, jól kereső orvos volt, aki megengedhette magának, hogy gyermekeit hosszú ideig taníttassa. Claudiónak három testvére volt, de közülük csak Giulio Cesare lépett muzsikusi pályára. Baldassare hamar felismerte fia tehetségét, és igyekezett minden eszközzel támogatni, akárcsak Guilio Cesarét.

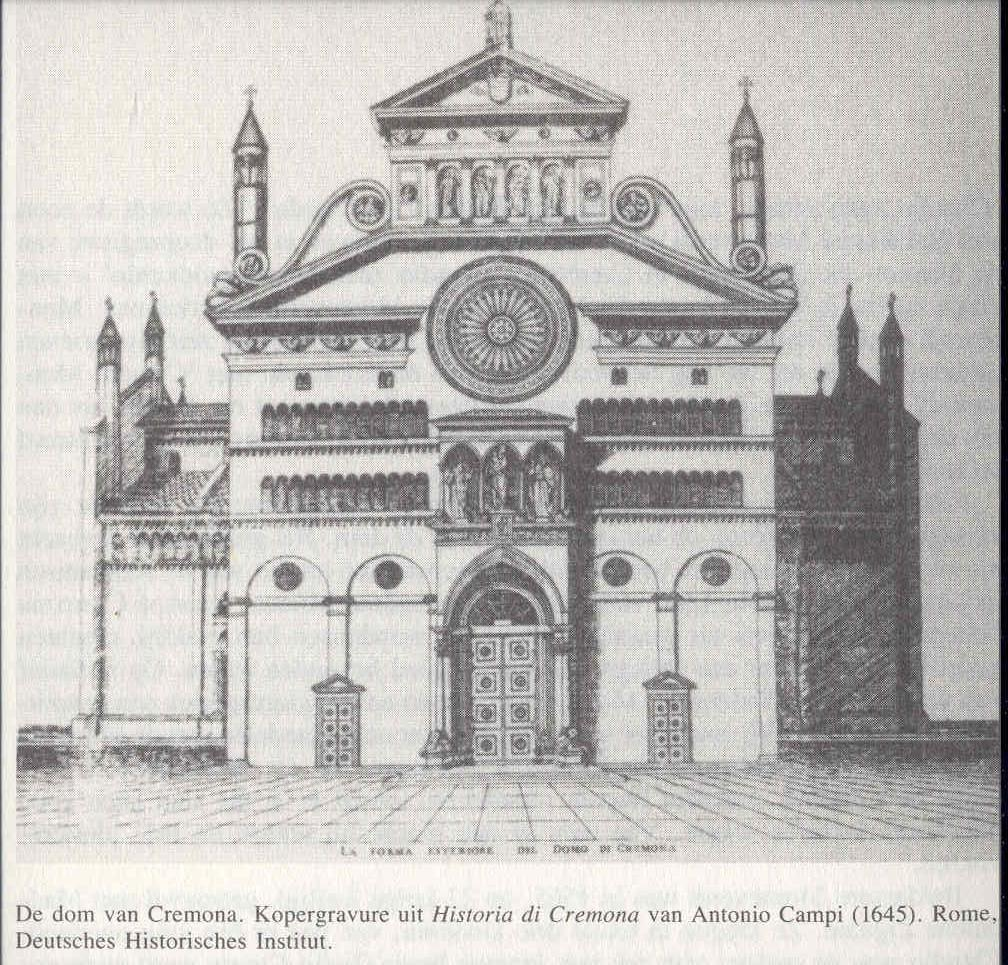
A cremonai dóm

A zeneszerző első mestere a neves egyházi muzsikus és a cremonai székesegyház karnagya, Marc-Antonio Ingegneri (1545–1592) volt, aki bátran kipróbálta a korszak zenei újításait. Védőszárnyai alatt a fiatal Monteverdi igen alapos és sokoldalú zenei oktatásban részesült. Ekkor sajátította el az egyházi polifónia minden törvényszerűségét, de a világi canzonetta és villanella, valamint a madrigál műfajaival is. Claudio ezenkívül orgonálni és hegedülni tanult, és ekkor keletkeztek első kompozíciói is.
Első művét tizenöt évesen vetette papírra: a Sacrae Cantiunculae egy háromszólamú, vallásos dalgyűjtemény volt, és 1582-ben nyomtatásban is megjelent. A kiadványban szereplő darabok azonban még csak a nagyra hivatott növendék példás dolgozatai voltak. A következő évben újabb gyűjteménnyel jelentkezett, de sajnos a Madrigali spiritualinak csak egyetlen szólama maradt fenn. E művét Alessandro Fraganescónak ajánlotta, aki pártfogolta az ifjú mestert, és valószínűleg a kiadás költségeit is fedezte.
Az, hogy első műve után alig egy évvel máris új gyűjteményét adták ki, ráadásul ezúttal egy velencei nyomda, arra utalhat, hogy már ekkor anyagi nyereséget jelenthetett Monteverdi műveinek publikálása. Erre vall az is, hogy az 1584-ben megjelent Canzonette a tre voci címlapján mecénása helyett ismét tanítómesterének, Ingegnerinek a neve szerepelt, akárcsak az első műve esetében. Vagyis nem volt senki, aki fedezte volna a két kiadás költségét: a nyomdák maguk vállalhatták a kiadás költségeit. Ebben az időben leginkább a madrigál műfaja érdekelte Monteverdit. 1587-ben kiadásra is került első madrigálkötete. A gyűjteményt a szerző egy másik cremonai pártfogójának, Marco Veritá grófnak ajánlotta.

### A mantovai Gonzaga-udvar szolgálatában
Cremona a 16–17. században a Milánói Hercegséghez tartozott, így az elsődleges nagyváros, a nagyvilág, a város lakóinak szemében Milánó volt. Monteverdi az 1590-es évek elején próbált szerencsét a városban. Giacomo Riccardi, a szenátus elnöke szívesen fogadta és biztosította pártfogásáról. Egy estélyen bemutatta Monteverdit a házában mulató vendégeknek, akiket lenyűgözött a zeneszerző hegedűjátéka. Csak ígéreteket kapott, így visszatért szülővárosába. 1590-ben megjelentette második madrigálkötetét, e munkája az utolsó, melynek címlapján Ingegneri tanítványának nevezi magát. A művet Riccardinak ajánlotta, mert azt remélte, hogy a gróf pártfogója lesz Milánóban.
Vincenzo Gonzaga 1587-ben lett Mantova hercege. Vincenzo, akárcsak apja, kedvelte a művészeteket: költőket, zenészeket, festőket hívott meg udvarába, értett a színházhoz, színtársulata egész Európában ismert volt. Követei és megbízottjai rendszeresen utazgattak Itália-szerte, és ha találkoztak egy-egy fiatalabb művészemberrel, rögtön megírták a hercegnek, aki rendszerint felkarolta őket. Természetesen Vincenzo követei Monteverdire is felfigyeltek, és mivel a fiatal mester éppen állást keresett, hamar meg is egyeztek vele. 1590-ben Claudiót kinevezték a herceg violajátékosává.

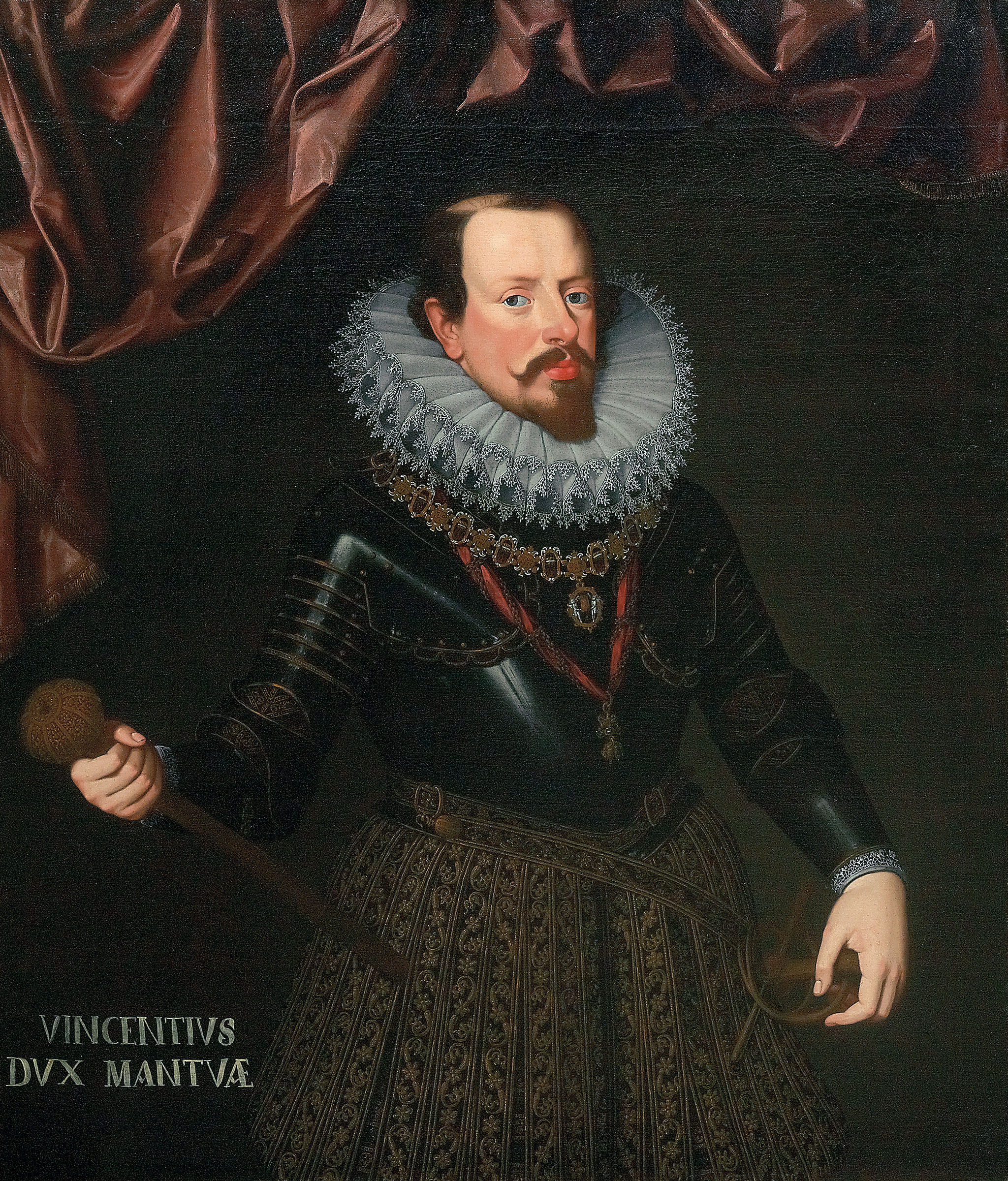
I. Vincenzo Gonzaga herceg

A Gonzaga-család egyébként nem tartozott a korabeli Európa leghatalmasabb dinasztiái közé, de fényűző udvartartást vezettek, és kulturális szempontból a mantovai hercegi udvar rendkívül gazdag volt. A munkakörülmények azonban nem mindig voltak ideálisak: Vincenzo herceg akaratos, sokat követelő és zsarnoki hajlamú volt, és rendszeresen előfordult, hogy nem fizette ki alkalmazottai járandóságát időben. Egyébként Monteverdi és a többi művész fizetése sem volt éppen kielégítő.
A zeneszerző kezdetben Giovanni Giacomo Gastoldi irányítása alatt dolgozott, aki 1582-től volt Maestro di cappella az udvarban. A zeneszerző sokat tanulhatott Giaches de Werttől is, aki korának híres madrigál komponistája és a mantovai székesegyház előző karnagya volt. Rajtuk kívül az udvarnál több jelentős muzsikus is tevékenykedett: Benedetto Pallavicino, Lodovico Grossi da Viadana és Salamone Rossi. Egy zárt és elfoglalt zenészkört alkottak, akiknek fő feladatuk a helyi egyházi hivatalok és a hercegi udvar folyamatos zenei igényének kielégítése volt.
Monteverdi hivatalosan nem volt több egyszerű violajátékosnál, de sokoldalú tehetsége és mozgékony szelleme révén fokozatosan az udvari zenei élet főszervezője és irányítója lett. Egy idő után jelenléte nélkül nem folyhattak le a zenei próbák és előadások, az ő véleménye volt a döntő a szerződtetés előtt álló zenészek és énekesek képességeiről, a későbbiekben pedig valamennyi új alkalmazott az ő tanítványa volt. Mindemellett folyamatosan komponálnia kellett: zenét kellett írnia az udvari ünnepségekre és a palota péntek esti összejöveteleire. Ezenkívül eleget kellett tennie a herceg szeszélyes kívánságainak is (például Vincenzo verseinek megzenésítése).
A megfeszített munkatempó és a város nedves éghajlata is hozzájárulhatott Monteverdi gyakori betegeskedéséhez: szinte állandó fő- és szemfájás gyötörte egész mantovai szolgálata alatt. A zeneszerzőt emellett anyagi gondjai is gyötörték: a kifizetetlen járandóságok és be nem teljesült ígéretek, valamint a költséges udvari élet következtében szüntelenül pénzhiánnyal küszködött.
1592-ben kiadatta harmadik madrigál kötetét, amelynek darabjait még jó részt Cremonából hozta magával. A Vincenzo hercegnek ajánlott gyűjtemény a szerző minden addigi sikerét túlszárnyalta: 1594–1621 között hét kiadást ért meg.

### Utazások a hercegi udvarral
1599-ben a zeneszerző feleségül vette Claudia Cattaneo énekesnőt, aki az egyik udvari zenész lánya volt. Közben Vincenzo herceg már a török elleni hadjáratra készülődött: rokonát, II. Rudolf császárt (Rudolf magyar királyt) akarta megsegíteni. A herceg a magyarországi hadjáratot nagyszabású erődemonstrációnak szánta. Nem sajnálta a pénzt a költségekre: csak saját kísérete ezerötszáz főt tett ki és a zenészeit is magával vitte.
Monteverdi indulása előtt fiatal feleségét Cremonába küldte az apai házba, ugyanis távolléte alatt a herceg a zenészeknek csak fele annyi fizetést juttatott, mint normál esetben. A hadjárat előkészületei a zeneszerző pénztárcáját sem kímélték: magának kellett gondoskodnia útiruháról, felszerelésről és az esetleges zenélések alkalmával az illő öltözékről. Végül Baldassare doktor segítette ki fiát anyagilag: amellett, hogy nála maradhatott a felesége, még pénzt is küldött számára.

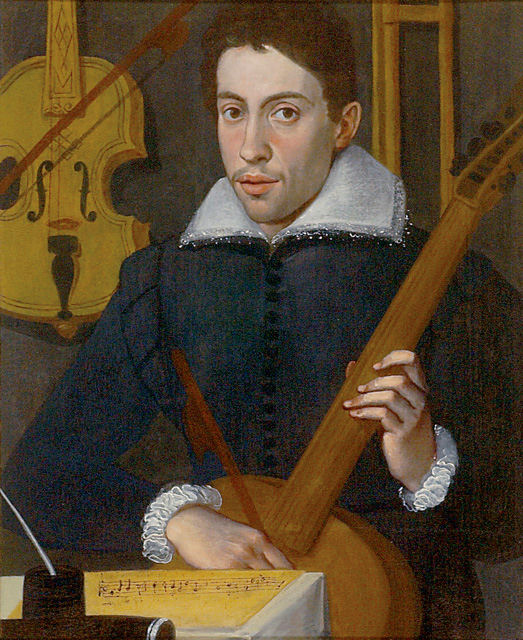
Egy zenész portréja

A herceg és hadserege Innsbruckon, Linzen, Prágán és Bécsen át érkezett meg Magyarországra. Esztergomnál és Visegrádnál táboroztak le egy rövid időre. A sereg elfáradt a hosszú úton, és a katonák harci kedve is alábbhagyott, ráadásul járvány ütötte fel a fejét köztük. Hogy a muzsikusoknak a herceg ilyen körülmények között hogyan vette hasznát, nem lehet tudni. Monteverdi sokat látott és tapasztalt az utazás során, a tábori élet különleges élményt jelentett számára, amelyet később a Tankréd és Klorinda párviadala című madrigáljában (amelyet újabban szcenírozva, operaszínpadokon is szoktak játszani) elevenített fel újra. Muzsikájával sikerült lenyűgöznie a törököket is: a török források nagy tisztelettel emlékeztek meg a „mantovai basa” csodálatos művészéről. Hazaérkezésükkor Monteverdi rögtön nekilátott, hogy újjászervezze a szétzilált zenei életet.
A rossz munkakörülmények és az udvari intrika miatt a zeneszerző többször is megpróbált másfelé is tájékozódni. Még 1594-ben megpályázta a városi dóm karnagyi állását, de a posztot végül Lodovico Grossi da Viadana kapta meg. Aztán röviddel a magyarországi hadjárat után meghalt Giaches de Wert, az udvari zenekar karmestere. Monteverdi azonban ezúttal is kosarat kapott: Werth megüresedett helyét végül Benedetto Pallavicino töltötte be. Így a mester megmaradt egyszerű violajátékosnak, a tennivalói nem csökkentek, sőt növekedtek, míg a fizetése semmit sem emelkedett.
A kincstár a herceg kiszámíthatatlan szeszélyei miatt zavaros anyagi körülmények közé került. Sógora temetésére, tíz napig tartó útjára, háromezer főnyi kíséretet vitt magával Ferrarába, majd nem sokkal ezután a híres flandriai fürdőhelyre indult pihenni. Természetesen üdülésére is magával vitte zenészeit. Monteverdi felesége, aki ekkor már első gyermeküket várta, ismét apósához utazott. Az újabb utazás csak nyűg volt Monteverdi számára: megint szembetalálta magát egy sor váratlan kiadással. 1599 júniusában keltek útra. Tirolon, Svájcon keresztül Lotaringiába, majd Spába, a divatos fürdőhelyre éreztek. Ezután Liège és Antwerpen következett, majd Brüsszelben időztek. Monteverdi a flandriai utazás alatt megismerkedett a francia muzsikával és költészettel. Tanulmányozta a francia chansonok szerkezetét és hangvételét, valamint a francia időmértékes verselést.

### Artusi Monteverdi-ellenes támadásai
Giovanni Artusi bolognai kanonok volt, aki csupán néhány jelentéktelen dalt és egy zenei traktátust írt. 1600-ban Velencében jelentette meg L’Artusi ovvero delle Imperfettioni della musica moderna (A modern zene tökéletlenségeiről) című röpiratát. A könyv nem említi konkrétan Monteverdi nevét, de a madrigálcímek egyértelműen a komponistára utalnak. A madrigálokról megállapítja a könyv két beszélője, hogy ezek szöges ellentétben állnak Zarlino mester tanításaival, hallgatásuk inkább kínos, nem pedig kellemes. A kellemetlen érzést Artusi szerint meg nem engedett disszonanciák és hangközlépések okozzák.
A kanonok támadása válasz nélkül maradt, ezért Artusi újabb kiadvány bocsátott közre, amelyet ezúttal fiktív levelek formájában írt, Ottuso Accademico aláírással. Ezúttal segítségül hívta az egész antik irodalmi örökséget, sőt az egyházatyák tanításait is, hogy minden kétséget kizáróan bebizonyíthassa Monteverdi stílusának helytelenségét. Monteverdi erre sem válaszolt, de 1603-ban megjelentette negyedik madrigálkötetét, amely magában foglalta Artusi elrettentő példatárának hírhedt darabjait. A kanonok részéről példátlan magatartás volt, hogy olyan művet vett támadás alá, ami még meg sem jelent. A zeneszerző pedig éppen azzal válaszolt a gyalázkodásra, hogy kiadta a kifogásolt műveket, amelyek már akkor is Itália-szerte ismertek voltak, és miután nyomtatásban is megjelentek, óriási sikert arattak – Artusi röpirata ellenében.

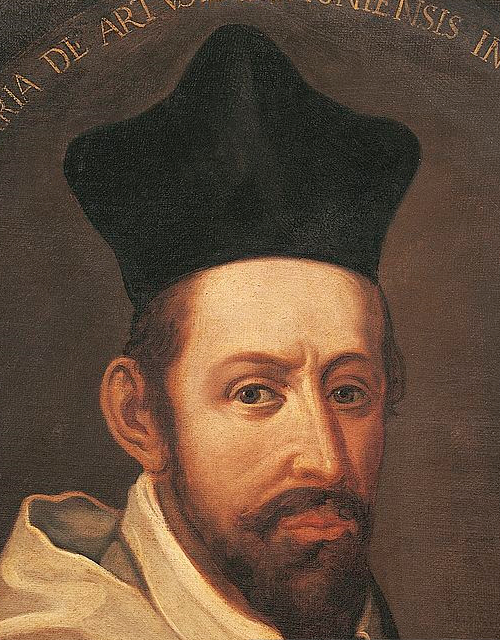
Giovanni Artusi

Közben Monteverdit egyéb elfoglaltságok kötötték le: 1600-ban megszületett Francesco nevű fia, majd a következő évben Pallavicino halála után ismét megüresedett a mantovai karnagyi állás. A zeneszerző nyomban levelet írt az időközben ismét magyarországi hadjáratra induló hercegnek, hogy őt nevezze ki a helyére. Azzal érvelt, hogy már látta de Wert, Francesco Rovigo és most Pallavicino halálát. Szinte követelte az állást, és végül meg is kapta. De a fizetése így is alacsony maradt, a munka nehéz és fárasztó volt, így Monteverdi ezután is sokat panaszkodott.
1603-ban Monteverdi a herceg parancsára pártfogásba vette a fiatal, római származású Caterina Martinellit, aki ígéretes tehetségű énekesnőnek látszott. A lány beköltözött Monteverdi házába, és tehetségének, valamint Monteverdi gyakorlott tanítási módszerének köszönhetően énektechnikája szép fejlődésnek indult, olyannyira, hogy rövidesen a hercegi udvar legismertebb primadonnája lett.
A következő évben egy mantovai lakos, bizonyos Antonio de’Preti, halála után kisebb birtokot hagyott a zeneszerzőre. Vincenzo herceg, hogy enyhítse zenésze anyagi gondjait, elengedte az örökség után járó adót, bár ezt a körülményt csak Emil Vogel, az első Monteverdi életrajz írója említi. Annyi azonban mindenképpen bizonyos, hogy ez az esemény sem javított jelentősen a zeneszerző anyagi helyzetén. A mester több levelet is küldött a hercegnek, amelyben rossz anyagi körülményeit panaszolta és fizetésemelést kért, de Vincenzo valószínűleg nem sokat törődött az ilyen ügyekkel, ráhagyta azokat a kincstárra, amely rendkívül kicsinyes és pontatlan volt.
1604-ben megszületett Monteverdi második gyermeke, akit Massimilia névre kereszteltek. Claudia Cremonában szült, valószínűleg az öreg Baldassare orvos segítette újabb gyermeke világrahozatalakor. A következő évben sor került az ötödik madrigálkönyv kiadására. Ennek a kiadványnak Monteverdi nagy jelentőséget tulajdonított: maga utazott Velencébe, hogy ellenőrizze a nyomtatást. Az előszóban utalt Artusi támadásaira, és ígéretet tett rá, hogy legközelebb válaszol is azokra. Válaszának címet is adott: Az új módszer, alatta pedig alcímként: A modern zene tökéletessége. A cím sejteti, hogy új módszere minden elemeit Monteverdi tudatosan válogatta össze. Az ígért választ azonban végül nem publikálta.
1607-ben testvére, Giulio Cesare rendezte sajtó alá Scherzi Musicali című gyűjteményét, amelyhez egy határozott hangú nyilatkozatot csatolt, és amellyel következetesen megvédte az új stílust. Monteverdi az 1630-as években gondolkozott ismét egy nagyobb elméleti munka írásán, de terve végül ekkor sem valósult meg.

### Az Orfeo
1600-ban mutatták be Firenzében Jacopo Peri Euridice című operáját, amely a legrégebbi fennmaradt opera. Az új műfaj még éppen csak kezdett elterjedni Itáliában, amikor Vincenzo Gonzaga már felfigyelt rá. Rövid idő leforgása alatt neves énekeseket és hangszervirtuózokat gyűjtött össze udvarában, hogy minél magasabb színvonalon tudjon hódolni az új műfajnak. Hamarosan Monteverdi is felkérést kapott egy zenés színpadi mű megkomponálására.

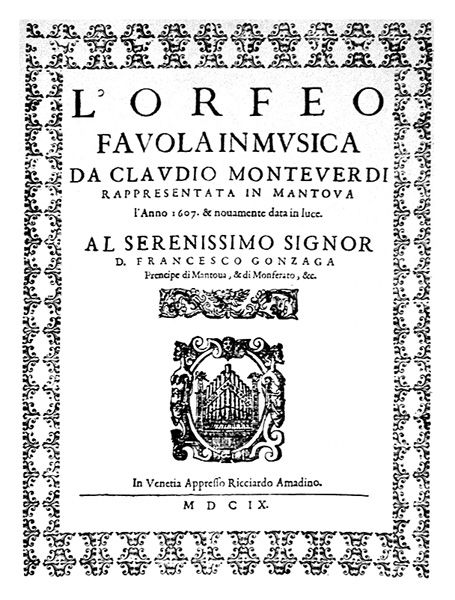
A L'Orfeo 1609-es kiadásának címlapja

Az Accademia degl’Invaghiti elnevezésű, műkedvelő zenész arisztokratákból álló kör adott megbízást a zeneszerzőnek az Orfeo történet megzenésítésére. Az Accademia tagja volt többek között Striggio és Francesco Gonzaga is. A szövegkönyv Alessandro Striggio munkája volt, aki híres madrigálkomédiák szerzőjeként magas hivatalt viselt a Mantovai udvarban. Az Orpheusz mítosz az egyik leggyakrabban megzenésített történet volt már akkor is, és az maradt egészen az 1800-as évekig. A történet és a benne kifejezésre jutó erős érzelmek tökéletesen megfeleltek egy olyan műfaj számára, amely maga is a szélsőségekre törekedett. A reneszánsz Orpheusz alakját Jézussal azonosította, így egy újabb jelentéstöbbletet adott a mítosznak. Monteverdi jól ismerhette a történetet és annak korabeli zenés változatait is.
Akkoriban még nem használták az opera műfaji megjelölést, így Monteverdi a Favola in Musica (mese zenében elbeszélve) megjelöléssel élt. A bemutató zárt körben 1607. február 24-én zajlott le a hercegi palotában, majd két hét múlva ugyanott még egyszer előadták. A sikeren felbuzdulva a herceg ezután parancsot adott, hogy az előadást még két alkalommal meg kell ismételni, de immár az udvari színházban, szélesebb közönség előtt. Az Orfeót két év múlva Torinóban is bemutatták, majd valószínűleg Firenzében is színre került. Egy-egy részlete olykor felcsendült a zártkörű akadémiák hangversenyein is. 1609-ben nyomtatásban is megjelent, a trónörökösnek, Francesco Gonzagának szóló ajánlással. Az Orfeo volt az egyetlen Monteverdi-opera, amelyet publikáltak, ezért ezt a korai Monteverdi-operát ismerik a legjobban a kutatók: nem töredékes, nincsenek benne hiányzó részek, és a hangszerelésről is pontosabb képet lehet alkotni, mint más Monteverdi-operák esetében.

### Claudia halála és az 1608. évi ünnepségek
1607. szeptember 10-én Monteverdi elvesztette a feleségét. Claudia halála mélyen lesújtotta, az asszony valószínűleg megértő és hű társa lehetett, de személyiségéről semmi biztosat nem tudnak a kutatók. A zeneszerző ezután nem házasodott meg újra, így ezután két gyermeke nevelése is az ő feladata maradt.
A hercegi udvarban azonban nem állt meg az élet. A Gonzaga-ház fényes ünnepségek keretei között készülődött megülni a trónörökös Gonzaga és Savoyai Margit esküvőjét. Az esküvővel Gonzaga birtok lett a Monferrato Hercegség is, és egy ilyen jelentőségű eseményt méltóképpen kellett megünnepelni.

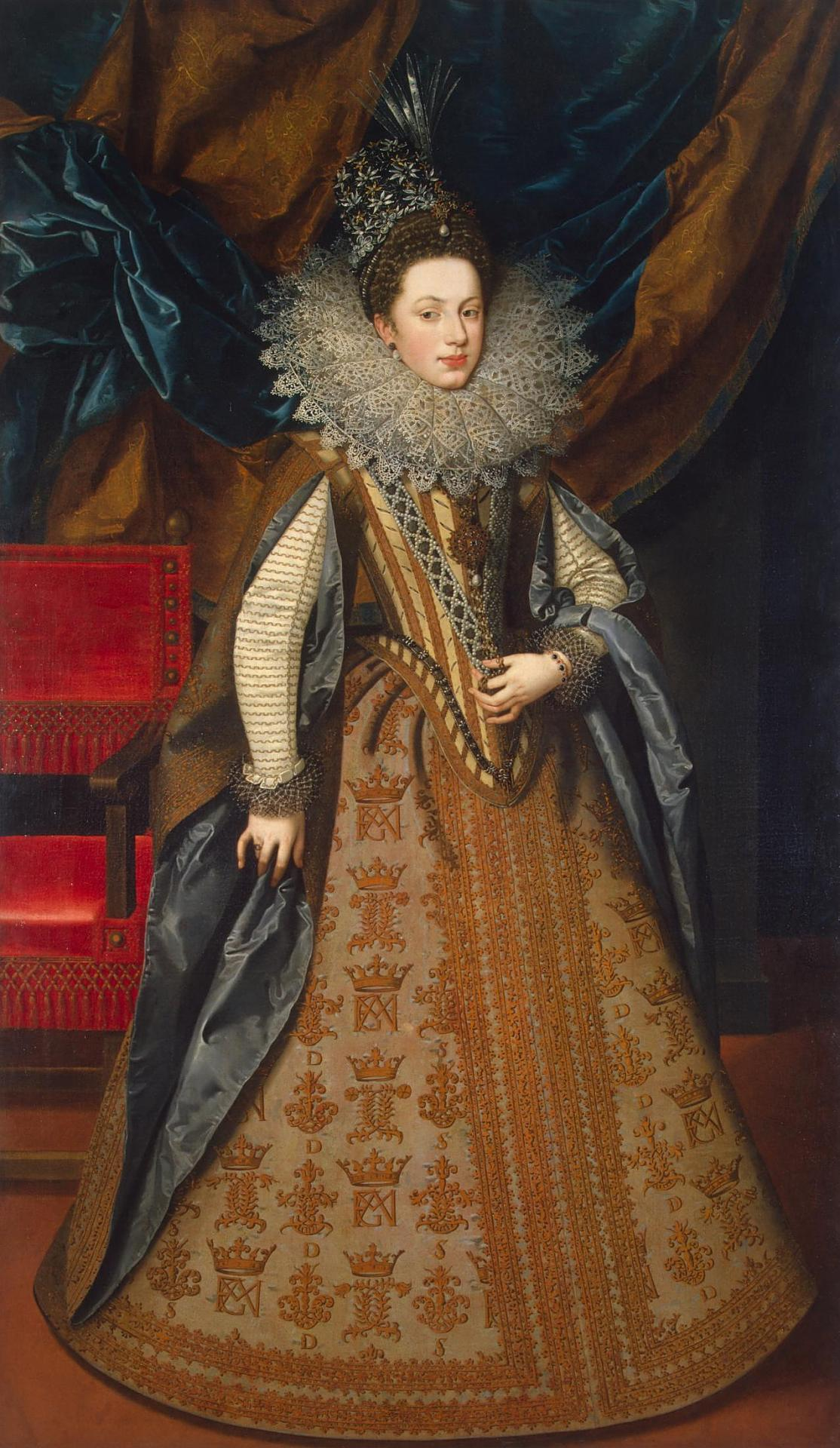
Savoyai Margit

Alig telt el néhány nap Claudia halála után, és Monteverdi máris levelet kapott a hercegtől, amelyben visszahívta a szolgálatba. Vincenzo újabb zenés színjátékot kért tőle az esküvő alkalmából. Ezúttal Ottavio Rinucci, az Euridice szövegkönyvírójára készítette az opera librettóját. A komponálás próbára tette a zeneszerzőt. A mester szenvedett felesége halála, kínzó fejfájásai, de hajszolt munkatempója miatt is. Az ő munkatempója lassú, pontos és megfontolt volt, de az Arianna esetében szorította a határidő.
A bemutató elé váratlan akadályok gördültek: a címszerepet éneklő Caterinucci megbetegedett, majd 1608 márciusában meghalt. Fiatal pártfogoltja elvesztésével újabb csapás érte Monteverdit. De a herceg is megsiratta felfedezettjét, és ő készítette az énekesnő sírfeliratát. Az Arianna bemutatóját végül Virginia Andreini (művésznevén Florinda) mentette meg, aki ugyan színésznő volt, nem énekesnő, de meggyőző drámai alakítása ellensúlyozni tudta énekhangjának hiányosságait. A májusi bemutató nagy nyilvánosság előtt zajlott le, óriási sikerrel. Az Arianna a korban szokatlanul nagy létszámú publikum előtt került bemutatásra, de nem került publikálásra, így a zene egyetlen részlet kivételével elveszett.
Az udvari ünnepségek júniusban is folytatódtak. E hónapban két nagyobb szabású előadást is rendeztek. Az egyik Guarini udvari költő Idropica című színdarabjának bemutatása volt. A megzenésítésben az udvar valamennyi zenésze, így Monteverdi és testvére is részt vett. Közben Rinuccini a hercegnő kérésnek engedelmeskedve már az Arianna előkészületei közben egy táncjáték szövegkönyvén dolgozott, amely A könyörtelenek bálja címet viselte. A zenét Monteverdinek kellett komponálnia hozzá.
Az 1608-as évben Monteverdi alkotóereje teljében volt, de túlhajszoltnak és alulértékeltnek érezte magát. Túl sok feladatott kellett rövid idő alatt teljesítenie. Évekkel később mondta, hogy az 1608. évi ünnepségek alatt az Ariannán kívül 1500 verssort kellett megzenésítenie. Saját elmondása szerint tisztában volt vele, hogy gyorsan is lehet dolgozni, ugyanakkor mindig hangsúlyozta, hogy a gyorsaság nem tesz jót a minőségnek.

### Az utolsó mantovai évek
Az 1608-as év minden addiginál nagyobb dicsőséget hozott Monteverdi számára, de az udvar továbbra is szűkmarkú volt vele, miközben egyes zeneszerzőket (például Marco da Gaglianót) bőkezűen honorált. Mindeközben egészségi problémái is egyre szaporodtak. Kimerültnek érezte magát, ezért kérte a herceget, hogy adja ki a szabadságát. Apjához akart utazni, hogy Cremonában kipihenhesse magát. Baldassare doktor maga is közbenjárt fia érdekében: arra kérte a herceget, hogy bocsássa el fiát, vagy juttasson számára könnyebb szolgálatot. Az apa keservesen panaszkodott fia egészségi állapotáról és zilált pénzügyeiről.
Mivel Gonzaga nem válaszolt a levelére, az idős doktor végül az hercegnőhöz fordult. Ám ez a második levél még célba sem ért, mikor Cremonába érkezett Chieppiónak, a herceg titkárának az üzenete, hogy Monteverdi haladéktalanul térjen vissza a hercegi udvarba. Monteverdi ezúttal maga válaszolt a hercegnek. 1608. december 8-án kelt levelében keserűen kifakadt: elpanaszolta a mantovai udvar kapzsiságát, be nem tartott ígéreteit, a herceg fárasztó követeléseit és szeszélyeit. Megjegyezte egyes kollégái anyagi jólétét is, majd a levél utolsó soraiban arra kérte Vincenzo herceget, hogy bocsássa el szolgálatából.
Mivel özvegyemberként élt, Claudiónak nagy gondot jelentett gyermekei neveltetése. Körültekintő és szerető apa volt, ezért gondosan választott pályát fiai számára. Idősebb fiát papi pályára szánta. Azt szerette volna, ha a fiú Rómában tanulhat, ezért 1610-ben az örök városba utazott. Személyesen akart fia számára helyet szerezni a Seminaro Romanóban. A városban hírnevének és Ferdinando Gonzaga bíboros ajánló levelének köszönhetően meleg fogadtatásban részesült. De Francesco felvételét a szemináriumba nem tudta elérni, ezért végül dolgavégezetlenül utazott el Rómából. Még ebben az évben Velencében két misét jelentetett meg, Missa In Illo Tempore címmel. Útközben megállt Firenzében, ahol találkozott Giulio Caccinivel, majd visszatért Mantovába.
1612-ben meghalt Vincenzo Gonzaga, az új herceg fia, Francesco Gonzaga lett, aki minden előzetes indoklás nélkül felmondott a zeneszerzőnek, aki így végre újra szabad volt. Visszautazott Cremonába, majd ismét szerencsét próbált Milánóban. Meglátogatta néhány régi ottani ismerősét, köztük Riccardit is, de végül eredmény nélkül távozott a városból. Közben Francesco Gonzaga utasítást adott az udvari színház számára, hogy tűzze műsorra az Ariannét és tervezte Monteverdi visszahívását is, de a városban himlőjárvány tört ki, aminek maga is áldozatául esett. Utódja Fernando Gonzaga bíboros volt, aki Rómából hozott magával zenészeket. Így Monteverdi számára bezárult Mantova kapuja.

### A velencei Szent Márk-székesegyház karnagya
1613 nyarán elhalálozott Giulio Cesare Martinengo, a velencei Szent Márk-székesegyház karnagya. Halála után a köztársaság tanácsa nyomban hozzálátott, hogy megkeresse a megfelelő utódot, akinek nemcsak a szakmai, hanem bizonyos személyi követelményeknek is meg kellett felelnie. Megbízták a köztársaság római, milánói és mantovai nagykövetét, hogy legyen segítségre az új karnagy kiválasztásában. Véletlen egybeesés, de mind a három követ Claudio Monteverdit ajánlotta, aki ez idő tájt Cremonában tartózkodott, és éppen munkát keresett. Mivel legtöbb szerzeményét velencei nyomdák adták ki, a városban nem volt ismeretlen Monteverdi neve. A hagyományos kötelezettségek alól azonban őt sem mentették fel: próbahangversenyt kellett adnia, amelyen nagy valószínűséggel fényesen szerepelt.

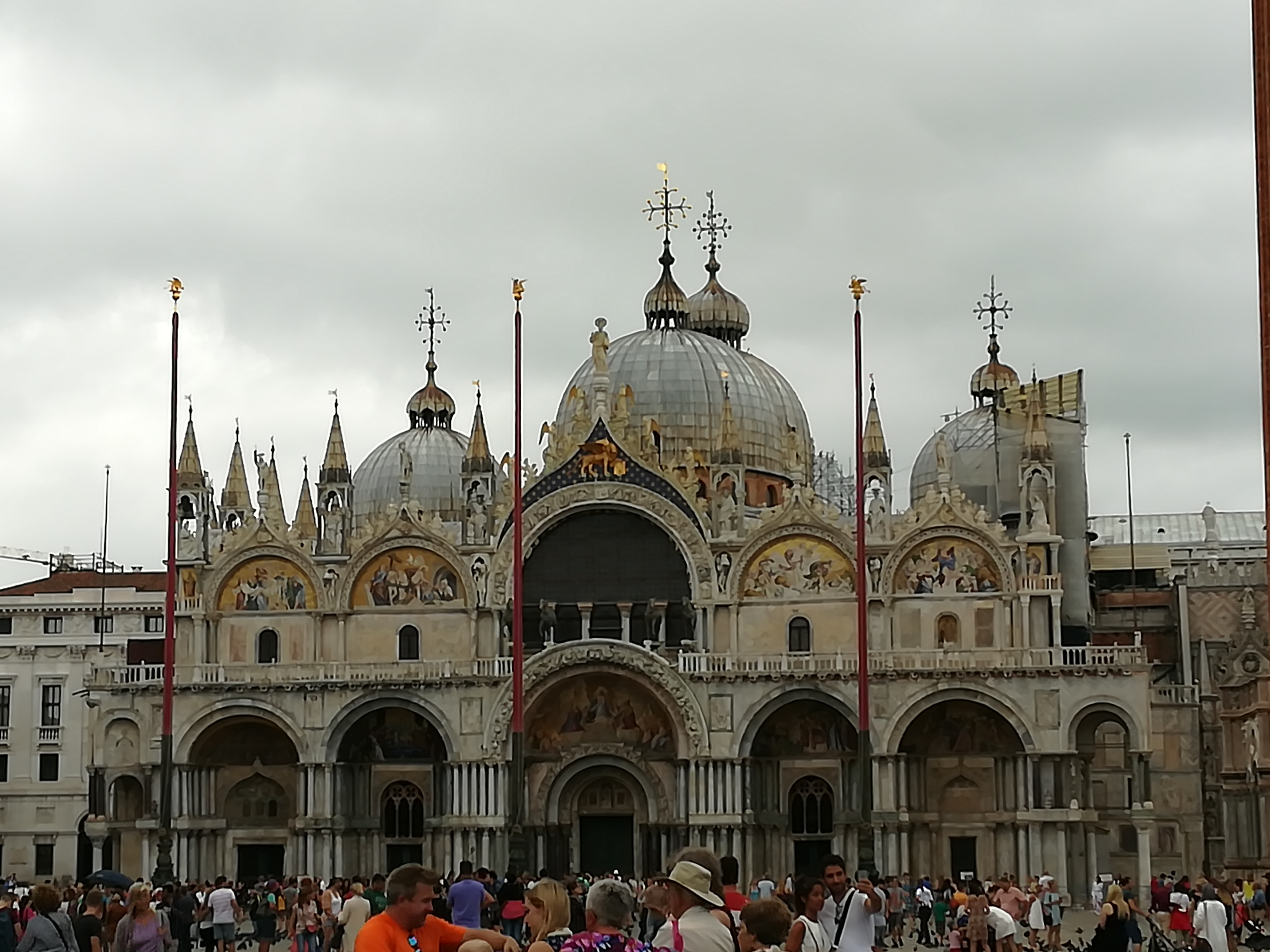
A Szent Márk-székesegyház

A velencei állam jóval bőkezűbb feljebbvalója volt a zeneszerzőnek, mint a hercegi udvar. Fizetését nem sokkal hivatalba lépése után a háromszorosára emelték, valamint ingyen lakást és számos kedvezményt biztosítottak számára. A járandóságát ezentúl mindig pontosan megkapta, végre fellélegezhetett: rendezni tudta adósságait és nem voltak többé anyagi gondjai. Ezenkívül a munkakörülmények is kedvezőbbek voltak. A mester korlátlan ura volt a székesegyház zenei életének, alkalomadtán saját szakállára világi főurak kívánságainak is eleget tudott tenni, valamint az éghajlat is kedvező volt, állandó egészségi problémái is megszűntek.
Monteverdi hivatalosan 1613. augusztus 19-én lépett hivatalba Velencében. A város akkoriban Európa egyik leghíresebb és legpezsgőbb nagyvárosa volt, gazdag és befolyásos, ahová a világ minden részéből sereglett a nemesség. Zenei élete is európai hírű volt: itt élt és alkotott Andrea és Giovanni Gabrieli, de ide jártak továbbképezni magukat a német muzsikusok is (köztük Heinrich Schütz). A városban nyílt meg a világ első nyilvános operaháza, és rengeteg operaszerző működött a köztársaság területén. Monteverdi hamar megszerette a várost és a tőle kapott megbecsülést.
A zeneszerzőnek bőven akadt munkája: a Szent Márk-székesegyház karnagyi posztja előkelő társadalmi pozíció is volt, ami tömérdek kötelezettséggel járt. A templom zenekarának és kórusának irányítása mellett ő bírálta el zenei és liturgiai szempontból egyaránt a székesegyházban előadni kívánt darabokat, de az előadás stílusát is neki kellett ellenőriznie. Ezenkívül ő felelt a szemináriumi növendékek zenei oktatásáért, és a világi ünnepekre is zenét kellett komponálnia, hetente háromszor pedig személyesen kellett vezényelnie a templomban.

### Újabb kapcsolatok a Gonzaga udvarral
Az 1600-as évek elején már szinte minden itáliai város ismerte Monteverdi műveit, különösen egyes madrigáljai örvendtek nagy népszerűségnek. 1613-ban Francesco Medici elkérte a mantovai hercegtől az Arianna partitúráját, és színre vitette a firenzei karneválon. A következő évben Monteverdi sajtó alá rendezte hatodik madrigálkötetét, ennek újdonsága, hogy a ötszólamú darabokhoz hangszeres kíséret járult, ezzel a komponista megtette az első lépést egy új műfaj, a kantáta felé. A címlapon ezúttal nem szerepelt ajánlás. Ez jelzésértékű: a zeneszerző ezzel is kifejezhette, hogy immár a maga ura, nem tartozik hálával egy fejedelmi pártfogónak sem. A kötet talán legnagyobb értéke, hogy szerepelt benne a Lamento d’Arianna (Arianna siralma), amely így az Arianna című opera egyetlen nyomtatásban megjelent és az utókor számára fennmaradt részlete lett.
Közben Mantova is hallatott magáról: Ferdinando Gonzaga több alkalommal megpróbálkozott a zeneszerző visszacsábításával a hercegi udvarba, majd 1614-ben zenés pásztorjátékot rendelt tőle. Monteverdi rendre kitért az ajánlatok és kérések elől, de azért megpróbálta saját javára fordítani a Gonzaga udvar közeledését: leveleiben utalt elmaradt évjáradékára, amit még Vincenzo herceg ígért meg neki, de a mantovai udvar ezzel már nem óhajtott foglalkozni (Monteverdi még 1628-ban is írogatta ez ügyben leveleit).

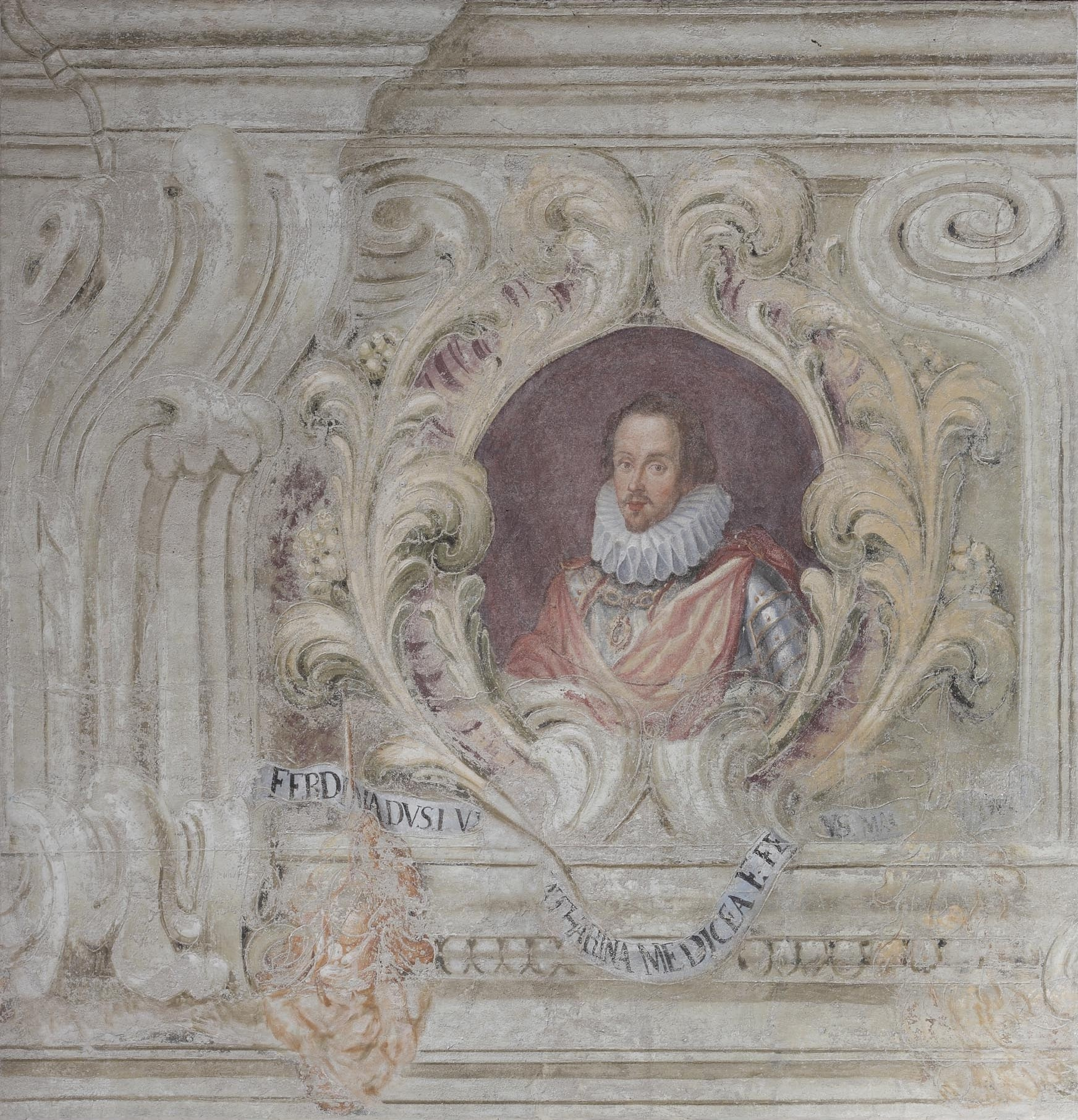
I. Ferninánd Gonzaga herceg

Ennek ellenére Monteverdi mégsem szakította meg a kapcsolatot a Gonzaga udvarral, egyfajta különös, szinte családias kapcsolatot haláláig fenntartott a hercegi udvarral. Jog szerint nem volt már semmi közük egymáshoz, de Ferdinando herceg továbbra is rendelt kompozíciókat a velencei karnagytól, aki ha tehette, teljesítette is ezeket a megrendeléseket. Mantovai kérésre született meg például a Striggi szövegkönyve nyomán írt Tiris e Clori című balett. Ez a darab az egyetlen drámai mű, amely az Arianna és az Odüsszeusz hazatérése között eltelt harminchárom évből ránk maradt.
1616-ban zajlott le Mantova új hercegének, Ferdinando Gonzagának a koronázása, a koronázási ünnepségek keretein belül valószínűleg előadásra került a Tirsi e Clori is. Ezután nem sokkal napirendre tűzték Ferdinando és Medici Katalin esküvőjét, ez alkalomból természetesen Monteverditől is rendeltek új zeneműveket. Megbízták Scipione Agnelli Péleuszról és Thétiszről szóló művének megzenésítésével. A prózai darabot a mantovai Árkádia Akadémián igen nagy tetszéssel fogadták. Monteverdi azonban már unta a divatos pásztorjátékok komponálását. Nem sok kedve volt kiszolgálni az üres divatot, ezért hosszú levélben fejtette ki aggályait a szövegkönyvet illetően. Ez nem maradt hatás nélkül: Agnelli rövidesen új librettóval állt elő, Alkésztisz és Admétosz címmel.
Közben a mester megbízást kapott a pármai udvartól is: maga a parmai hercegnő által írt librettó alapján kellett egy intermediumot írnia. Ezekben az években írta a zeneszerző az Andromeda című darabját is, amelyet a feltámadás napi nagy látványosságra szánt, de amely végül befejezetlen maradt és elkallódott. 1619-ben megjelent a hetedik madrigálkötet, ezúttal ismét fejedelmi ajánlással. A zeneszerző Medici Katalinnak ajánlotta művét, feltehetőleg azért, mert tőle várta a még mindig rendezetlen mantovai járadék ügyei kifizetését.
Közben fiai taníttatására is nagy gondot fordított, Velencében külön házitanítót fogadott melléjük. Miután Francescót nem vették fel a római szemináriumba, Páduába küldte, hogy az ottani egyetemen jogot tanulhasson. Itt állítólag jobban érdekelte az éneklés, mint a tanulás, ezért 1619-ben Bolognába küldte tovább, ahol egy évvel később belépett a milánói karmelita rendbe. A kisebbik fiú, Massimiliano, orvosnak készült, és Bolognában tanult az egyetemen.
A Gonzaga-család közben folyamatosan próbálta visszahívni a hercegi udvarba Monteverdit: sűrűn jártak a levelek Velence és a hercegi udvar között. De a zeneszerzőt ekkor már semmi sem vonzotta vissza Mantovába. 1616-ban ismét fizetésemelést kapott, két bolognai akadémia is tagjául választotta, főurak és fejedelmek versengtek zeneműveiért. Hívták a Német-római Birodalom egyes fejedelemségeibe is: Michael Praetorius lelkesen írt muzsikájáról. Mindenütt nagy tekintélynek örvendett. Zeneszerzői elfoglaltságai mellett arra is maradt ideje, hogy kielégítse természettudományok iránti érdeklődését is: különböző alkímiai kísérleteket végzett, és büszke volt rá, hogy aranyat és higanyt sikerült ötvöznie. A kortársak a kémia területén is „nagy tudornak” tartották.

### Egy új opera terve
1626 októberben váratlanul meghalt a mantovai herceg. Utódja II. Vincenzo lett, akit állandóan az ágyhoz kötött gyógyíthatatlan betegsége. Rövid uralkodása alatt a kormányzás teendőit a teljhatalomra emelt Alessandro Striggio látta el, aki ismét megpróbálta visszahívni az udvarba Monteverdit, de a zeneszerző nem bírálta felül korábbi álláspontját. A Gonzagákal való együttműködéstől azonban továbbra sem zárkózott el, és mikor Striggio újabb operát rendel tőle, elvállalta a megbízást, azzal a feltétellel, hogy hagynak neki elegendő időt a komponáláshoz. Levelében említést tett egy Giulio Strozzi által írt szövegkönyvről is, amely igen megtetszett neki. Nagyon fellelkesítette egy újabb színpadi mű komponálásának a gondolata: egymás után írogatta a leveleket Striggiónak, amelyekben új művét tervezgette.
A Licori megkomponálása alkalmat adott neki, hogy a színpadot új oldaláról ismerje meg. Újabb és újabb ötletekkel állt elő a szövegkönyvírónak, és mikor Strozzi levelei késtek, gyötörte a türelmetlenség. Ezúttal Monteverdi sürgette az alkotást. Strozzi megértette a zeneszerző szándékait és elfogadta javaslatait: mindenben eleget tett kéréseinek. Ennek köszönhetően a munka igen jól haladt.
1627 júniusában Monteverdi már lázasan komponálta a Licori zenéjét, majd a következő hónapban szembetegségét panaszolta Striggiónak. De a baj hamar elmúlt és különösebben nem zavarta meg a munkában. De közben egyéb kötelezettségeinek is eleget kellett tennie, amelyek elvonták a munkától.
Júliusban az angol követ házában rendeztek hangversenyt, amelyen természetesen Monteverdinek is fel kellett lépnie. A Licori végül szeptemberben készült el. A darabot nyomban elküldték Mantovába, de további sorsáról nem lehet tudni semmit. A partitúra nagy valószínűséggel 1630-ban semmisült meg, amikor a mantovai örökösödési háború során német zsoldosok feldúlták és kirabolták a Gonzaga palotát. Így a Licorit csak hírből ismerhetik a zenetörténészek.

### Massimiliano pere az inkvizícióval, újabb színpadi művek
Az 1627-es év a töretlen munkakedv esztendeje volt a mester életében. 27 levele maradt fent ebből az évből, amelyek betekintést engednek a zeneszerző műhelyébe, megismertetnek alkotói módszerével. Monteverdi lankadatlan energiával látta el templomi kötelezettségeit, emellett továbbra is vállalt megrendeléseket a Gonzaga-háztól, valamint fenntartotta a jó viszonyt a Farnese családdal, a pármai uralkodóházzal is. Monteverdi 1627-ben két művet is írt Parma számára: a Mercurio e Marte című intermediumot és a La vittoria dell’amore című táncjátékot.
Mindeközben gondozta karnagy elődei kompozícióit is: előadatta őket a liturgia, de a világi hangversenyek során is. Ebben az évben rendezte sajtó alá a korszak híres flamand mesterének, Jacques Arcadeltnek a madrigáljait.
Massimiliano Monteverdi 1626 márciusában megszerezte az orvosi diplomát. Apja után jogos mantovai polgárnak számított, ezért a városban óhajtott letelepedni. Itt tartóztatta le az inkvizíció egy tiltott természettudományos könyv olvasása miatt. A zeneszerző minden követ megmozgatott fia érdekében, de Massimiliano így is négy hónapot töltött az inkvizíció börtönében. A kétségbeesett apa könyörgésére végül Striggio vállalta, hogy közbenjár a fiatal orvos szabadon bocsátása érdekében. A Szent Hivatal végül száz dukát biztosíték ellenében hajlandó volt elengedni Massimilianót.

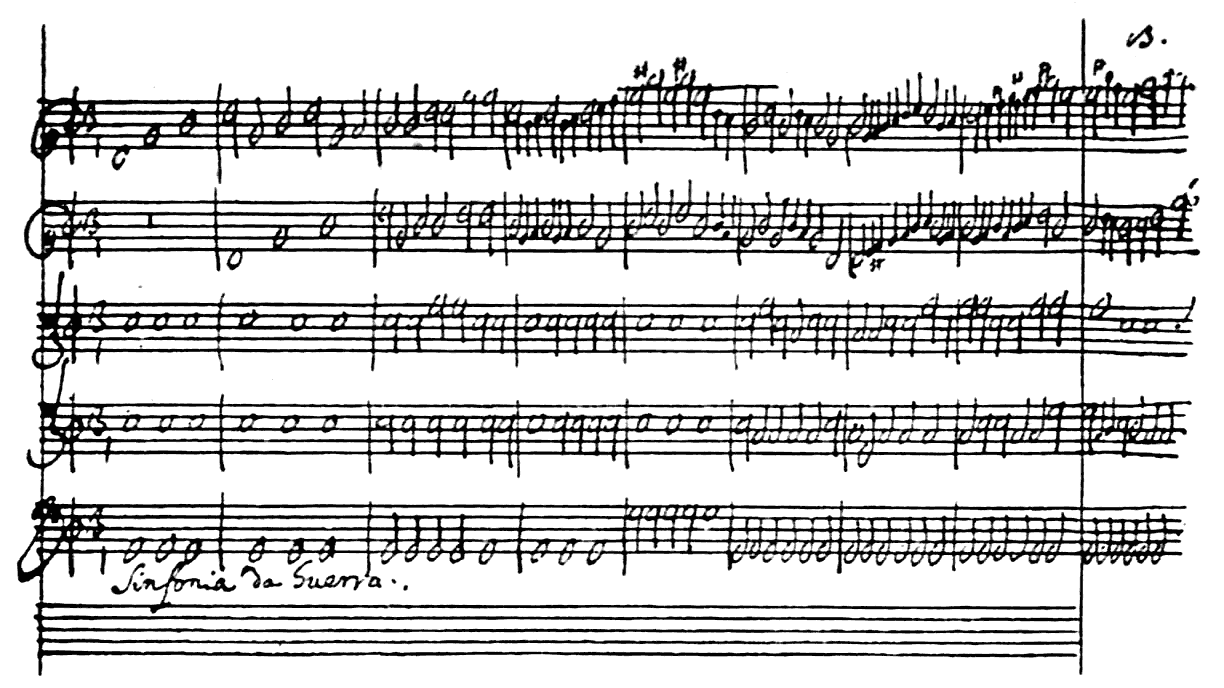
Részlet az Odüsszeusz hazatérése című opera kéziratából

Monteverdi a mantovai hercegtől kapott aranyláncát küldte el Striggiónak, hogy annak az árából fedezze a költségeket, de a régi barát nem fogadta el az ékszert, hanem saját zsebből fizette ki a száz dukátot. De ezzel még nem volt vége az ügynek. A szabályszerű vizsgálatot a Szent Hivatal 1628 nyarán kívánta megtartani, így végül csak két év múlva mentették fel a vádak alól Massimilianót.
Az 1630-as évekre Monteverdin újabb alkotói láz vett erőt. 1630-ban két operával is a nyilvánosság elé lépett. Az egyik Girolamo Mocenigo megrendelésére készült, a megrendelő lányának esküvőjére. A darabot a Mocenigo palotában mutatták be La Proserpina rapita címmel, de több adat nem maradt fenn róla, a partitúra elveszett. Az ez évben írt másik operáját Bolognában mutatták be Delia e Ulisse címen, társszerzője vagy szövegkönyvírója Francesco Manelli volt. A partitúra ez esetben is megsemmisült, ezért nem lehet tudni biztosan, hogy a Delia e Ulisse egy opera, vagy esetleg kettő. A cím egy 1855-ös színháztörténeti munkából ismert, és ez alapján nem világos, hogy egy operát jelölt-e vagy többet.
1945-ben Domenico De Paoli úgy gondolta, hogy két operáról van szó. A két mű közül pedig valószínűleg az Ulisse lenne Monteverdi munkája, márpedig akkor az 1641-es Il Ritorni di Ulisse című opera valószínűleg nem Monteverdi alkotása. Azonban már az 1960-as években elvetették a kutatók ezt az okfejtést. Ugyanis a bolognai tudósítás a két komponista közül Monteverdi nevét említi először, vagyis még ha két operáról is van szó, akkor is a Delila című kell legyen Monteverdi alkotása.
1630 őszén pestisjárvány tört ki Velencében, negyvenhatezer ember pusztult el. November 28-án a dózse hálaadó misét rendelt el a Szent Márk-székesegyházban, annak örömére, hogy a járvány véget ért. Az ünnepi misét természetesen Monteverdi írta. Az átvészelt pestis valószínűleg nagy szerepet játszott abban, hogy a zeneszerző valóra váltotta felesége halála óta dédelgetett tervét, és belépett a papság kötelékébe.
Ezekben az években Monteverdi fokozott érdeklődéssel fordult elméleti kérdések felé. Saját maga számára akarta tisztázni a komponálás időszerű kérdéseit, amikor felvázolta egy elméleti mű, a Melodia, overo Seconda Prattica musicale tervét. Elképzelései szerint a könyv első része a szövegről, a második a harmóniáról, a befejező rész pedig a ritmusról értekezik majd. A traktátusról egy 1634 februárjában kelt levélben olvashattunk utoljára. A mű további sorsáról semmit sem tudnak a kutatók.

### Az utolsó évek
1637-ben Velencében megnyitotta kapuit a világ első nyilvános operaháza, a kezdeményezés nem maradt hatás nélkül: a század folyamán csak Velencében közel tíz operaház nyitotta meg kapuit. Nem kétséges, hogy az újonnan megteremtett színházi életnek Monteverdi keresett és tevékeny komponistája lehetett. Első ízben 1639-ben rendelt tőle operát egy nyilvános dalszínház: a SS. Giovanni e Paolo Színház felkérte Paolo Vendramin Adone című szövegkönyvének megzenésítésére. Az Adone előadásával avatták fel a színházat. A darab olyan sikert aratott, hogy több évadon át újból és újból elővették a karneváli mulatságok alkalmával. Még ugyanebben az évben egy másik színház, a San Moise is megnyitotta kapuit. A megnyitó előadáson az Ariannát tűzték színpadra. Ez alkalomból a zeneszerző valószínűleg átdolgozta művét.

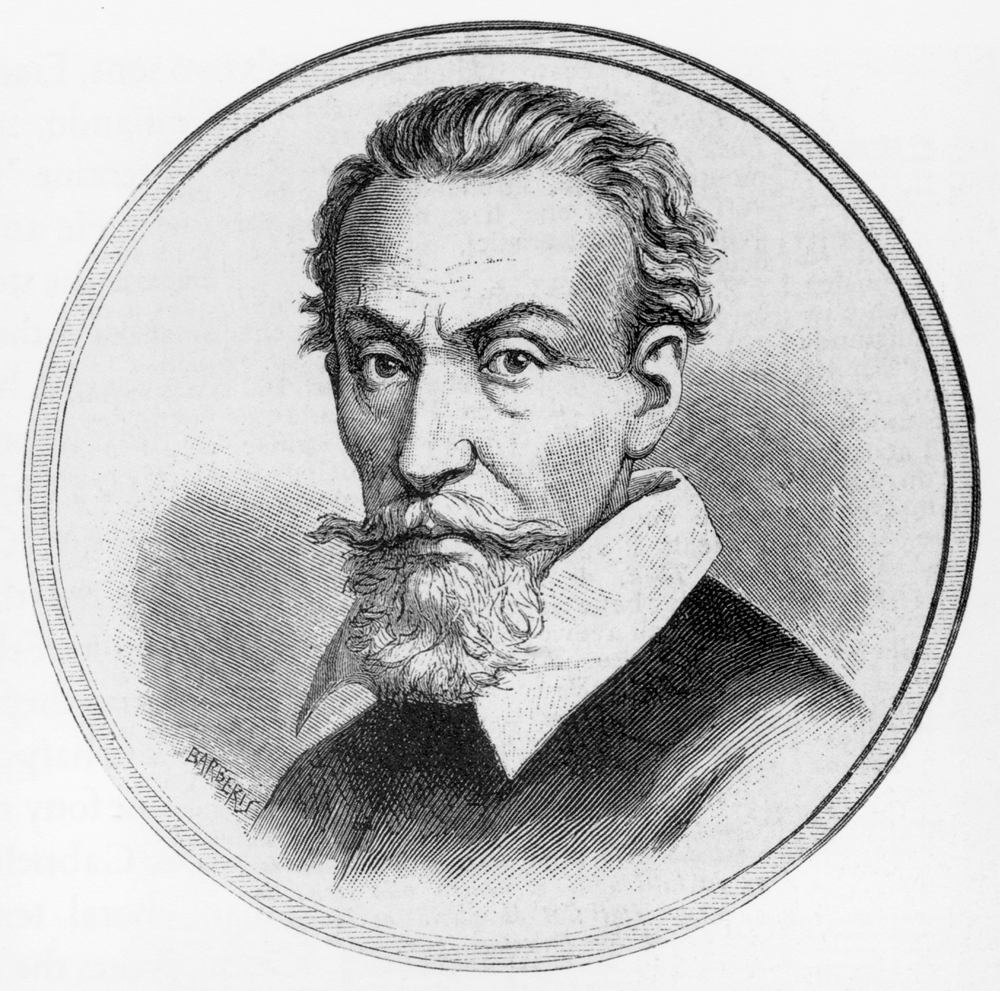
Posztumusz medál kép a zeneszerzőről

1641-ben két színház mutatta be az idős mester egy-egy darabját: az Aeneas és Lavinia menyegzője a SS. Giovanni Paolóban, míg az Odüsszeusz hazatérése San Cassiano Színházban került bemutatásra. Az Aeneas opera elveszett, az Odüsszeusz hazatérése pedig egészen 1881-ig ismeretlen volt. Ekkor August Wilhelm Ambros véletlenül rátalált a bécsi udvari könyvtárban a partitúra egy erősen töredezett változatára. A darab szerzőségét a zenetörténészek évtizedeken át vitatták, csak bizonyos fenntartásokkal tulajdonították Monteverdinek. A következő évben, 1642-ben került színpadra utolsó operája (a SS. Giovanni Paolóban) Poppea megkoronázása címen. A darab nagy újdonsága volt, hogy nem mitológiai, hanem történelmi témát dolgozott fel.
A zeneszerző közben élete utolsó két gyűjteményét is sajtó alá rendezte. 1638-ban publikálta a Harcos és szerelmes madrigálokat, három évvel később pedig az egyházi műveit magába foglaló Erkölcs és áhítat című sorozatot. Napvilágot látott nyolcadik madrigálkötete is, de ez már csak konvenciói által kapcsolódott a korábbi kötetekhez. A gyűjtemény mai szemmel nézve már nem madrigálokat, hanem sokkal inkább kantátákat tartalmaz. Művét III. Ferdinánd császárnak ajánlotta.
1643 januárjában az idős mester már nem tudta ellátni munkáját, ezért a prokurátorok elkezdték keresni utódját. Hat hónap szabadságot kapott, s ezt az időt arra használta, hogy még egyszer felkeresse gyermekkorának és fiatalságának helyszíneit. Elutazott Mantovába, és szomorúan látta, hogy a háború mindent elpusztított. Ezután Cremonába ment, majd úgy döntött, hogy Velencében szeretne meghalni, ezért visszatért a lagúnák városába, ahol még kilenc napig gyengélkedett, majd 1643. november 29-én meghalt.

## Posztumusz hírneve
Kortársai elismerték Monteverdi nagyságát és jelentőségét, műveit egész Itália-szerte játszották, de Európa többi részébe nem jutottak el sem madrigáljai, sem operái. Az Orfeo első külföldi előadása 1904-ben volt Párizsban, vagyis majdnem három száz évvel az ősbemutató után. Mivel nyomtatásban nem jelentek meg operái, ezért sokáig egyoperás szerzőnek ismerték, az Odüsszeusz kéziratát csak 1881-ben, a Poppeáét csak 1888-ban, illetve 1931-ben fedezték fel. A mester temetésén még az egész olasz zenei élet gyászolt, aztán alig telt el tíz év, és operái eltűntek az operaszínpadokról. Kéziratainak nagy része megsemmisült: Mantovában német zsoldosok, Velencében francia katonák hordták szét, semmisítették meg őket. Ennek köszönhetően ma csak három operája ismert, azok közül is kettő töredékes.
Monteverdi halála után pár évvel egyszerűen kiment a divatból. A 17. század második felében a madrigál már nem számított széles körben közkedvelt és divatos műfajnak, az opera műfajában pedig komponisták sokasága kezdett el alkotni, akiknek művei kiszorították Monteverdi több évtizeddel korábban keletkezett alkotásait a színpadokról. Halála után több mint száz év telt el anélkül, hogy bárki is megemlékezett volna róla. 1775-ben Martini atya megjelentett egy ellenpont-tankönyvet, amelyben idézett néhány példát Monteverditől, de ezzel nem tudta felkelteni a nagyközönség érdeklődését a régi mester iránt.
Az 1800-as évek első felében Carl von Winterfeld kiadott egy Giovanni Gabrieli-tankönyvet, amely ráirányította a figyelmet az opera első nagy mesterére. A teoretikusok és a zenetörténészek elkezdtek kutatni Monteverdi után, és ezzel szép lassan kezdetét vette műveinek újra felfedezése. De még évtizedek teltek el, mire 1881-ben megjelent az Orfeo első modern kiadása. Ettől kezdve itt-ott előadtak már Monteverdi-operát. Mint már fentebb is említettük, 1904-ben Párizsban az Orfeót, amit aztán 1913-ban a Metropolitanben is színre vittek.
Az 1880-as években újabb Monteverdi-operák kéziratai kerültek elő, a német Emil Vogel pedig lelkes kezdeményezője lett a Monteverdi-kutatásnak. Az 1900-as évek első évtizedében napvilágot látott az Orfeo második modern kiadása is Vincent d’Indy gondozásában, aki 1905-ben bemutatta a Poppeát a párizsi Schola Cantorum hangversenyszerű előadásán. Szintén az ő nevéhez fűződik az Odüsszeusz első modern bemutatója is 1925-ben. Az igazi áttörés azonban akkor következett be, amikor Raymond Leppard elkezdte színpadra állítani a Monteverdi-operákat a glyndebourne-i operafesztiválon. Többek között Magyarországon is az ő hatására kezdték el játszani a Poppeát és az Odüsszeuszt.

## Munkássága

### Az életmű problémái
Monteverdi életműve, akárcsak a legtöbb kora barokk zeneszerző esetében, rendkívül sok problémát vet fel. A hosszú évszázadok alatt nem csak a zenei műfajok, hanem a hangszerek is nagy változáson mentek át. Ma már a legtöbb, Monteverdi korában közkedvelt hangszer kiment a divatból, és helyüket újabb, akkoriban ismeretlen, vagy kevésbé ismert hangszerek foglalták el. Ezenkívül megváltozott a hangszerek készítésének a módja is, ami azt eredményezte, hogy mai hegedűk nem úgy szólnak, ahogy a tizenhetedik századiak (ez elsősorban annak köszönhető, hogy ma már acélból, nem pedig bélből készült húrokat használnak). A kutatók mára már sok mindent megtudtak a korabeli színházi gyakorlatról és a barokk opera előadási gyakorlatáról, de még mindig sok a fehér folt, illetve az ismeretek egyértelműen arra mutatták rá, hogy a mai világban lehetetlen egy minden tekintetben korhű barokk operaelőadást lebonyolítani.
A barokk korban használt hangszerek hangszíne sokkal harsányabb volt, mint a maiaké, ezért a tizenkilencedik században kezdetét vette a régi zenei darabok áthangszerelésének, átírásának a gyakorlata. Nem voltak ez alól kivételek Monteverdi művei sem. A korabeli zenészek és karmesterek úgy gondolták, hogy csak megfelelő modernizálás után lehet a barokk zeneműveket megszerettetni a közönséggel.
Ennek az előadói gyakorlatnak köszönhetően Monteverdi műveinek első modern előadásai meglehetősen megcsonkították a darabokat, főleg az operákat. Ezen interpretálások mentségére meg kell jegyeznünk, hogy az előadóknak nem volt könnyű dolguk. Az Odüsszeusz 1881-ben előkerült kézirata például csak az énekszólamokat, a basszust és a zenekari közjátékokat tartalmazza, a hangszerelést nem. A Poppeának két eltérő posztumusz forrása van, amelyek szintén csak az énekszólamokat és a számozott basszust tartalmazzák.
Vagyis az első modern előadások nem tehettek mást, mint saját elképzeléseik szerint újrahangszerelték a műveket. Az operák első modern hangszerelését Vincent d’Indy végezte el, majd őt követte Orff, Respighi, Hindemith, Dallapiccola, Reidlich stb. átdolgozása (a szerzők közül nem mindegyik nyúlt hozzá mind a három operához). Raymond Leppard érdemei a régi operák felfedezésében és felújításában vitathatatlanok, de egyben az is igaz, hogy erős húzásokkal, önkényes zenei betoldásokkal csonkította meg a darabokat, és teljesen a 19. századi opera hangzásvilágához idomította azokat.
A korhű hangszereken, a korabeli hangzást leginkább megközelítő előadói gyakorlat, az úgynevezett historikus előadás, csak a huszadik század második felében kezdett szélesebb körben elterjedni. Monteverdi esetében a Nikolaus Harnoncourt-féle Orfeo előadás eredményezte az igazi fordulópontot. Harnoncourt ezután az összes Monteverdi-operát lemezre vette historikus előadásmódban, és azóta a nagy operaházak is igyekeznek a historikus előadási gyakorlatot követni a barokk operák bemutatásakor.

### Madrigáljai
Bár Monteverdi ma elsősorban mint operaszerző él a köztudatban, úgy tűnik, hogy a mestert a zenei műfajok közül nem az opera, hanem a madrigál érdekelte a legjobban. A madrigál általában egy rövid költemény megzenésítése volt több hangra, eleinte zenekari kíséret nélkül, később már hangszeres kísérettel. A madrigál számtalan dalformát magába foglalt, és sok tekintetben az operát előlegezte meg. Monteverdi egész életművét végigkísérte a műfaj. A zenetörténészek kimutatták, hogy a madrigálstílus nagy hatást gyakorolt Monteverdi operáinak recitativóira.
Monteverdi összesen nyolc kötetnyi madrigálgyűjteményt jelentett meg életében. Feltűnő, hogy amíg operái esetében – egy kivételtől eltekintve – nem gondolt a publikálásra, addig madrigál termését időről időre összegyűjtötte és sajtó alá rendezte. A madrigálok első kötete 1587-ben jelent meg. Ebben könnyed, pasztorális szövegek megzenésítésével találkozhatunk. A darabok a rövid lélegzetű, ritmikailag egységes canzonetta-stílusban készültek. A második könyvben, amely három évvel később jelent meg, már fejlettebbek a formák és igényesebbek a szövegek. A dalok nagy része a nagy barokk költő, Torquato Tasso versei alapján készült. Itt már a monodikus, nem pedig az ellenpontos stílus dominál, a basszus pedig gyakran átvette az alapszólam szerepét.
A harmadik és negyedik madrigálkönyv 1592-ben és 1603-ban került publikálásra. E kötetek darabjai ötszólamúak, mindkét kötet 20–20 madrigált tartalmaz, Guarini Il pastor fido (A hűséges pásztor) és Tasso La Gerusalemme liberata (A megszabadított Jeruzsálem) szövegeire. A darabok már megelőlegezték a zeneszerző operastílusát, nagyobb szerepet kapott bennük a disszonancia. Emiatt írta hírhedt-híres röpiratát a szerző ellen Artusi.
Az ötödik madrigálkönyv (1605) már döntő lépés volt a 16. századi madrigál koncertté és kantátává átalakításához vezető úton. A gyűjtemény darabjaihoz Monteverdi első ízben komponált basso continuo kíséretet, eléggé fakultatív módon. Az utolsó hat darabban a homogén szólamszerkezet fellazult, szólisztikus, kis szólamszerkezetű szakaszok jelennek meg. A szokásos ötszólamúság az utolsó darabokban hat-, illetve kilencszólamúsággá bővült. A mű kezdetén és végén is egy hangszeres sinfonia található. A canzonetta stílusú könnyed darabok teljesen eltűntek, a szövegek nagy része Guarini Il pastor fidójából származik. Monteverdi a könyv előszavát Artusi állásfoglalásával szemben fogalmazta meg, és kifejtette benne, hogy új stílusa célja, hogy az emberi érzelmeket valósághűen ábrázolja.
A zeneszerző 1614-ben publikálta következő madrigálgyűjteményét, amely tartalmazza a Lamento d’Arianna című ciklust, melyben a monodikus lamento feldolgozása az Arianna című operából származik. Ezenkívül megtalálható a kötetben Scipione Agnelli Sestina-ciklusának megzenésítése is. Mindkét dalciklust a megszokott ötszólamú imitációs stílusban komponálta meg a szerző, a régi stílus utolsó példáiként madrigálkönyveiben. A gyűjteményben emellett megjelentek basso continuóval kísért, concertato megjelölésű darabok is.
Az 1619-ben kiadott hetedik madrigálkötet már a címében is utal rá, hogy nem régi értelemben vett madrigálokat tartalmaz. Monteverdi a concerto műfaj megjelöléssel élt. A gyűjtemény egy-, két-, három-, négy- és hatszólamú dalokat, valamint egyéb énekeket tartalmaz, legnagyobb részben már hangszeres kísérettel, basso continuóval. A zeneszerző ezzel a kötettel mondott búcsút a madrigál minden korábbi hagyományának. A következő műveiben már szabadon élt a drámai kifejezés új, eddig még ki nem próbált eszközeivel.
A Szerelmi és harci madrigálok 1638-ban publikált kötete zárta le Monteverdi madrigáltermését. A gyűjtemény darabjai 1–8 szólamra íródtak, basso continuo kísérettel. A könyv tartalmazza az 1608-as Könyörtelenek bálját és a Tankréd és Klorinda párviadalát, amely operái miatt fontos.
A zeneszerző madrigáljait vizsgálva a legszembetűnőbb, hogy Monteverdi kétstílusú zeneszerző. Egyrészt kapcsolódott a palestrinai hagyományokhoz, amennyiben alkalmazta és tovább fejlesztette a Prima pratica (első módszer) stílusát, amelyben az ellenpont szabályainak betartása a legfontosabb. Seconda pratica (második módszer) esetében viszont a legfontosabb, hogy a zene a szöveg tartalmát, az abban megjelenő érzelmeket adja vissza. Vagyis még a Prima pratica esetében a szöveg alárendelődik a zenének, addig a Seconda pratica esetében ez fordítva van, a zene a szöveg érthetőségét szolgálja. Monteverdi egyrészt továbbfejlesztette Palestrina stílusát, szinte mindegyik madrigálját többszólamú kórusra írta, de a dallam a későbbi műveiben egyre inkább a legfelső szólamba helyeződik át. Ez a megoldás is polifón, de mivel legfelső szólam kiemelkedik, a zeneművet egy ember is előadhatja úgy, hogy a legfelső szólamot énekli, a többit pedig a csembalón játssza valaki.

### Operái
Monteverdi operái jelentették a műfajjal való kísérletezés időszakának betetőzését. A firenzei zenés drámák egyhangúságát olyan kompozícióvá alakította át, amelyben a zene minden eszközzel a drámai szöveget szolgálta. Több mint tizenöt operát komponált, de ezek közül csak három maradt fenn. Ezek azonban olyan drámai erővel és képzeletgazdagsággal rendelkeznek, hogy egyedüliként maradtak repertoárdarabok a korai operák közül.
Monteverdi idejében még nem használták az opera szót, mint műfaji megjelölést. Ezért nevezte első operáját Favola in musicanak. Az Orfeo a témának köszönhetően is, még magán viselte a pásztorjátékok jellegzetességeit, de a drámai egység és a formai differenciáltság révén az operaműfaj első csúcspontjaként tartják számon a kutatók. Gazdag és színes hangszer-összeállítást igényel, de nem állapítja meg a pontos hangszerelést. A szólószámok mellett még zárt, madrigálszerű részekkel, illetve önálló zenekari elő-, köz- és utójátékokkal találkozhatunk a műben. Az opera fúvós fanfárral kezdődik és táncos morescával fejeződik be. Ezt nyilván azért oldotta így meg a szerző, mert a mű egy farsangi ünnepség alkalmával került színre.
Monteverdi következő operája az Arianna volt, amely elveszett, az egyetlen Lamento d’Arianna kivételével. Ez egy szabadon recitáló, teljesen a beszéd dallamát követő áriarészlet. Gyakorlatilag divatot teremtetett vele a szerző: az önálló lamento sorát nyitotta meg a témára. A huszadik században a művet kezdetben Ottorino Respighi 1908-as, majd Carl Orff 1925-ös átdolgozásában játszották. Az 1900-as években a hangversenytermek kedvelt és népszerű darabja lett.
A zeneszerző ezután írt operáinak csak a címeit ismerjük, a partitúrák mind megsemmisültek, elkallódtak vagy napjainkig lappanganak. Az egyetlen összekötőkapocs az Orfeo és az Odüsszeusz, valamint a Poppea között az 1624-ben keletkezett Tankréd és Klorinda párviadala, amely nem opera ugyan, hanem madrigál, de olyan hatásos drámai jelenetet rejt magában, hogy a huszadik században divatba jött a Tankréd szcenírozott előadási gyakorlata. A műben a tenorszólam parlando-elbeszéléséből válik ki a két szereplő párbeszéde. A szerző számos hangfestő effektust alkalmazott a lovaglás és a párbaj ábrázolására. A darab egyértelműen a drámaibb, a szöveg és a zene egységét jobban megvalósító operastílus felé mozdította el a madrigál műfaját.
Az Odüsszeusz hazatérése a kézirat műfaji megjelölése szerint dramma in musica. Monteverdi e művében eltávolodott a stile recitativótól és zártabb számokat alkalmazott (ariosókat és együtteseket). A zenei szövet erőteljesen hangszeres fogantatású, de a beszéd drámai erejét megőrizte. A személyeket és a jellemeket differenciáltabban jellemezte, megjelentek a történetben a komikus és népies elemek is. Az első öt felvonás szövegkönyve, valamint egy háromfelvonásos zenei változat maradt fenn. Ez utóbbi valószínűleg nem teljes egészében Monteverdi műve. Az Odüsszeusszal Monteverdi zseniálisan megoldotta a feladatot, hogy a viszonylag avatatlan közönség számára is élvezhető zenés dráma kerüljön színpadra. A mű kapcsán talán az a legfontosabb, hogy a korábbi operák allegorikus elemeit az emberi kapcsolatok plasztikus ábrázolása váltotta fel.
A Poppea megkoronázása a zenei megvalósítás terén alapvető ösztönzést jelentett a 17. század második felében. Monteverdi utolsó operájában már világosan elkülönítette a recitativikus és az arioso jellegű szakaszokat. A záró duett da capo formában íródott, ami arra enged következtetni, hogy nem a szerző keze munkája, hanem későbbi hozzátoldás. A kórusnak csekély szerep jutott, ez is az egyik fő jellemzője lesz a 17. század második és a 18. század első felében kibontakozó opera seria irodalomnak. A Poppeában már egyértelműen a zenéé a főszerep, a szöveg csak másodrangú. Ettől kezdve nem számít már, ha a tiszta érthetőség csorbát szenved a megzenésítés során, mert a drámai erő és érzelmi töltés erőteljesebben tud kibontakozni.

### Egyéb művei
1607-ben jelent meg a Scherzi musicali (Zenei tréfák), amely háromszólamú strófikus dalok gyűjteménye, hangszeres bevezetővel. A dalok előtt lévő hangszeres rész ritornell elnevezése a fogalom egyik első előfordulása volt. Olykor motivikus kapcsolat figyelhető meg a ritornell és az utána következő ária között. Az utolsó, ballatának, nevezett záródarabban pedig hangszeres részek ékelődtek a vokális darabba. A gyűjtemény két műve Giulio Cesare Monteverdi alkotása, aki az utószóban részletesen kifejtette álláspontjukat Artusival szemben a modern új stílusról.
Egyházzenei darabjainak legnagyobb gyűjteményét Monteverdi 1610-ben publikálta Sanctissimae Virginis missa ac Vesparea cum nonnullis sacris concentibus címen. A kötetet V. Pál pápának ajánlotta. A Missa In illo tempore hatszólamú kompozíciója basso continuo kísérettel készült, de még sok tekintetben a 16. századi vokális polifóniát idézte. A Mária-vesperások már vegyes stílust tükröznek. A vesperás zsoltárok között az antifóniák helyét egy-háromszólamú motetták vették át, a dallamok nagy része gregorián eredetű, ezek feldolgozása azonban az ellenpont-technikára és cantus firmusra épít. A művekben megjelennek Monteverdi új stílusának jellegzetességei is: monodikus és koncertáló szakaszok, hangszeres ritornellek, ostinatók, kettős kórus, visszhang-effektusok stb. Ezek a megoldások a szerző egyházzenéjét is az operához közelítették. Olybá tűnik, minthogyha Monteverdi tudatosan haladt volna a madrigáltól és az egyházi daraboktól az operaműfaj felé.

## Művei

### Nyomtatásban megjelent gyűjtemények
- Sacrae Cantiunculae tribus vocibus 1582
- Madrigali spirituali a quattro voci 1583
- Canzonette a tre voici 1584
- Il primo libro de madrigali a cinque voci 1587
- Il secondo libro de madrigali a cinque voci 1590
- Il terzo libro de madrigali a cinque voci 1592
- Il quarto libro de madrigali a cinque voci 1603
- Il quinto libro de madrigali a cinque voci 1605
- Scherzi musicali a tre voci 1607
- Sanctissimi Virginis Missa Senis Vocibus 1610
- Il sesto libro de madrigali a cinque voci 1614
- Concerto. Settimi libro de madrigali a 1, 2, 3, 4 et 6 voci 1619
- Scherzi Musicali cioé aria e madrigali in stila recitativo con una ciacona a 1 e 2 voci 1632
- Madrigali guerrieri et amorosi. Libro ottavi 1638
- Selva morali e spirituale 1640
- Messa a quattro voci et salmi 1650
- Madrigali e canzonette a 2 e 3 voci. Libro nono 1651[55]

### Operák
- L’Orfeo 1607
- L’Arianna 1608
- Il ritorno d’Ulisse in patria 1640
- L’incoronazione di Poppea 1641[55]

## Magyarul megjelent művei
- Levelek, elméleti írások; ford., jegyz. Lax Éva; Kávé, Bp., 1998

## Meghallgatható felvételek
| Cor Mio Mentre Vi Miro Cruda Amarilli Deus in adiutorium, from Vespro della Beata Vergine Laudate pueri, from Vespro della Beata Vergine Tankréd és Klorinda párviadalából | Non Si Levav'ancor Lamento della Ninfa from Madrigali Guerrieri et Amorosi |